# Ólafur Arnalds
Ólafur Arnalds (Mosfellsbær, 3 novembre 1986) è un musicista e compositore islandese.

## Biografia
Ólafur Arnalds è stato batterista nelle band Flighting Shit e Celestine. In seguito comincia ad avvicinarsi al pianoforte e alla composizione.
Nel 2004 Arnalds compone e registra l'Intro e due Outro per l'album Antigone, della band tedesca Heaven Shall Burn.
Il 12 ottobre 2007 viene pubblicato il primo album da solista di Arnalds, Eulogy for Evolution. Segue, nel 2008, l'EP Variations of Static. Nello stesso anno, va in tour con la famosa band islandese Sigur Rós; nel corso di questo tour, si registra un tutto esaurito alla Barbican Hall di Londra.
Nella settimana fra il 13 e il 20 aprile 2009, Arnalds pubblica attraverso il sito foundsongs.erasedtapes.com sette canzoni, una per ogni giorno, rendendole immediatamente disponibili gratuitamente sul sito stesso. Le canzoni verranno poi raccolte nell'EP Found Songs.
Nell'aprile 2010, poi, Ólafur pubblica un nuovo album intitolato "...And They Have Escaped the Weight of Darkness" (...e sono fuggiti dal peso dell'oscurità.).
Il 3 ottobre 2011, Ólafur inizia un altro progetto simile a Found Songs intitolato Living Room Songs. I brani vengono messi a disposizione ogni giorno per tutta la settimana sul sito livingroomsongs.olafurarnalds.com/. Il progetto è uscito sotto forma di EP il 23 dicembre 2011.
Il 26 febbraio 2013 esce il suo ultimo disco "For Now I Am Winter", disco che segna una svolta nella composizione del polistrumentista islandese. Per la stesura di buona parte dei brani si avvale, infatti, dell'aiuto del cantante Arnór Dan Arnarson. 
Nel 2014 esce Taken 3 con Liam Neson che include come colonna sonora il brano "A Stutter", e nel 2015 il regista romano Nanni Moretti include nella colonna sonora del suo pluripremiato ultimo film Mia madre i brani del musicista islandese: “A Stutter", "For Now I Am Winter” e “Carry Me Anew”.
Nel 2013 inizia a curare la colonna sonora della serie tv inglese Broadchurch. Nel 2014 per il suo lavoro alla serie vince il premio BAFTA. Nel 2017 si conclude il suo lavoro con il termine della serie, con l'uscita dell'album "The final chapter".
Nel 2015 pubblica in collaborazione con la pianista Alice Sara Ott "The Chopin Project", disco che vede la rielaborazione di alcune opere di Fryderyk Chopin e brani inediti dello stesso Arnalds.
Nel 2016 Ólafur Arnalds pubblica in collaborazione con Nils Frahm l'album Trance Frendz, registrato a Berlino al Durton Studio. Sempre nello stesso anno pubblica Island Songs, sette brani per sette settimane, registrati in diversi luoghi dell'islanda con musicisti locali. Il disco segna una definitiva maturità di scrittura del compositore Islandese.
Nel 2017 in occasione dei dieci anni dall'uscita del suo primo disco "Eulogy for Evolution" Arnalds ripubblica per Erased Tapes il lavoro d'esordio remixato da lui stesso e rimasterizzato dall'amico Nils Frahm.
A fine 2017 Arnalds annuncia tramite il proprio sito ufficiale un nuovo album dal nome "All Strings Attached" e un nuovo tour mondiale.
Ólafur Arnalds è inoltre membro del duo elettronico Islandese Kiasmos insieme a Janus Rasmussen, già membro del progetto Bloodgroup. Il duo ha pubblicato per Erased Tapes l'omonimo album e una serie di EP intitolati Swept e Blurred. Arnalds è inoltre noto per le collaborazioni con il musicista tedesco Nils Frahm, con il quale ha pubblicato diversi lavori.
Nel 2021 cura la colonna sonora del film di Joachim Lafosse Les Intranquilles.

## Discografia
- 2007: Eulogy for Evolution
- 2008: Variations of Static (EP)
- 2009: Found Songs (EP)
- 2009: Dyad 1909 (EP)
- 2010: Endalaus (EP)
- 2010: ...And They Have Escaped the Weight of Darkness
- 2011: Living Room Songs (EP)[4]
- 2011: Stare (Erased Tapes, con Nils Frahm)
- 2012: Another Happy Day - Colonna sonora originale
- 2012: Two Songs For Dance (EP)
- 2013: For Now I Am Winter
- 2015: Loon (Erased Tapes, con Nils Frahm)
- 2015: The Chopin Project (con Alice Sara Ott)
- 2015: Broadchurch - Colonna sonora originale
- 2015: Life Story Love And Glory (Erased Tapes, con Nils Frahm)
- 2015: Collaborative Works (Erased Tapes, con Nils Frahm)
- 2015: Trance Frendz (Erased Tapes, con Nils Frahm)
- 2016: Island songs (Mercury)
- 2017: Broadchurch: The final chapter - Colonna sonora originale (Decca)
- 2017: Órói - Colonna sonora originale
- 2017: Eulogy for Evolution 2017
- 2018: Re:member
- 2020: Some Kind of Peace
- 2021: A Sunrise Session (EP)
- 2021: Happiness Does Not Wait (2021 Version) (Erased Tapes, Single)
- 2021: When We Are Born (EP)
- 2022: Piano Reworks
- 2022: Sunrise Session II (EP)
- 2023: It's 2 a.m. and I'm not tired
- 2025:  A Dawning